# Neanastatus aurifasciatus
Neanastatus aurifasciatus är en stekelart som beskrevs av Girault 1915. Neanastatus aurifasciatus ingår i släktet Neanastatus och familjen hoppglanssteklar. Inga underarter finns listade i Catalogue of Life.